# Neisseriaceae
Neisseriaceae — родина бета-протеобактерій, єдина в своєму ряді. Багато представників родини є коменсалами ссавців і частиною нормальної флори, хоча рід Neisseria містить два важливих патогена людини, які викликають гонорею і багато випадків менінгіту. Всі представники родини Neisseriaceae є аеробними грам-негативними бактеріями, зазвичай зустрічаються в парах (диплококи) і зазвичай не мають джгутиків.